# Мисија Уједињених нација у Јужном Судану
Мисија Уједињених нација у Јужном Судану (енгл. United Nations Mission in the Republic of South Sudan), скраћено UNMISS, мировна је мисија Савета безбедности Уједињених нација која је успостављена 9. јула 2011. године на основу Резолуције СБ ОУН број 1996 од 8. јула исте године. Мисија има за циљ одржавање реда и мира у новоснованој држави Јужни Судан. Сачињена је од 7.000 припадника, који ће бити распоређени по територији државе за иницијални период од годину дана.